# Ilopango
Ilopango è un comune del dipartimento di San Salvador, in El Salvador.